# Coroa de Estado de Jorge I

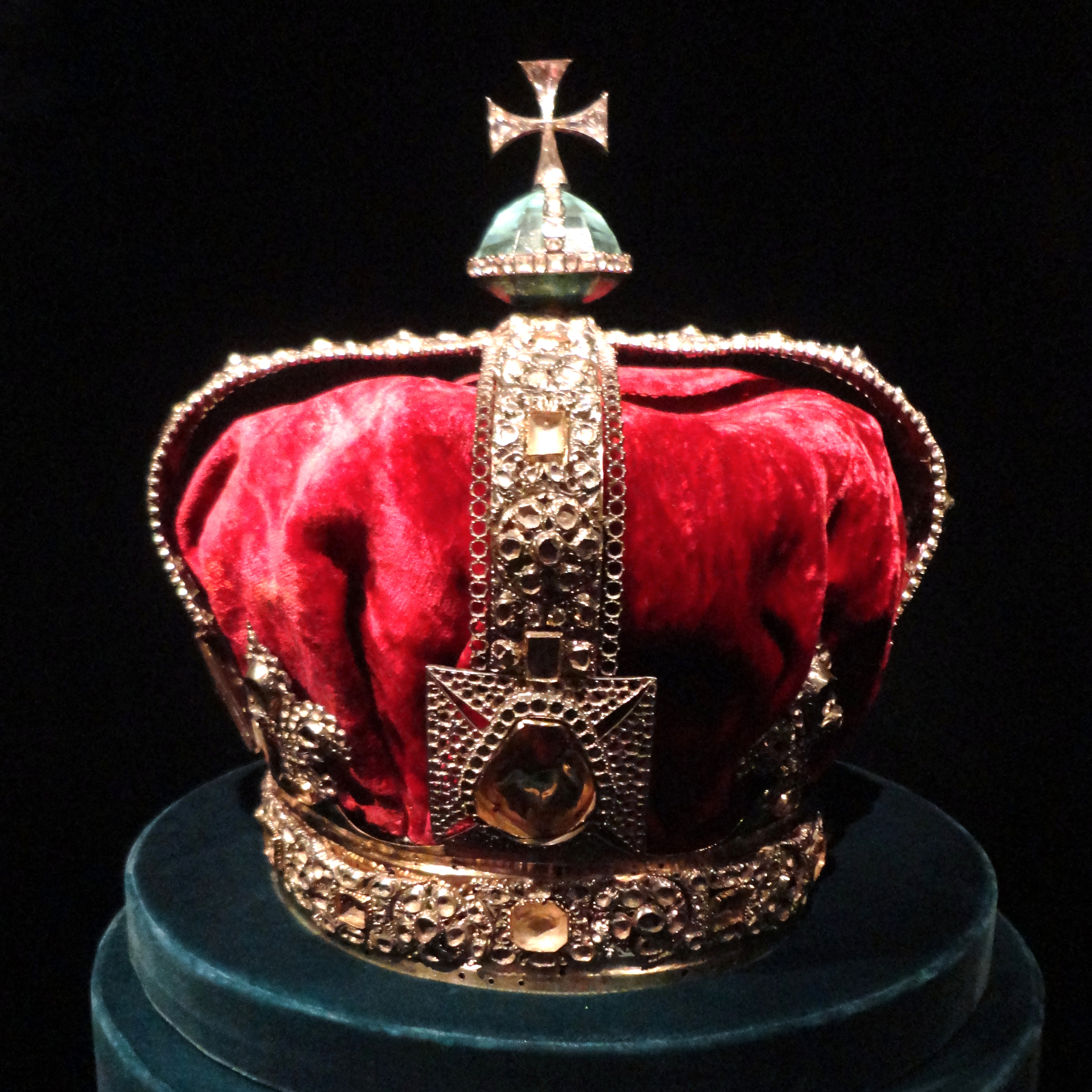
Moldura vazia na Torre de Londres.

A Coroa do Estado de Jorge I (inglês: State Crown of George I) é a Coroa Imperial de Estado criada em 1714 para o rei Jorge I da Grã-Bretanha. Foi modificada e usada pelos monarcas subsequentes até 1838. A moldura de ouro vazia e seu monde de água-marinha que datam do reinado de rei Jaime II são ambos parte das Joias da Coroa do Reino Unido. Eles estão em exibição pública na Martin Tower na Torre de Londres.

## Origem
A coroa, feita pelo joalheiro real Samuel Smithin, substituiu a coroa de estado de Carlos II (também usada por seus sucessores, Jaime II, Guilherme III e Rainha Ana) e incorporou algumas das joias e pérolas da antiga coroa, com a adição de 265 novas pérolas, 160 diamantes, 6 esmeraldas e 2 safiras, com um custo total de £ 1.440. Muito pouca mudança foi feita na forma da coroa ou no arranjo das pedras. A moldura dourada tem 20,4 cm (8,0 pol.) De altura, e o monde e a cruz que o superam têm 8,5 cm (3,3 pol.) De altura.

## Aquarela

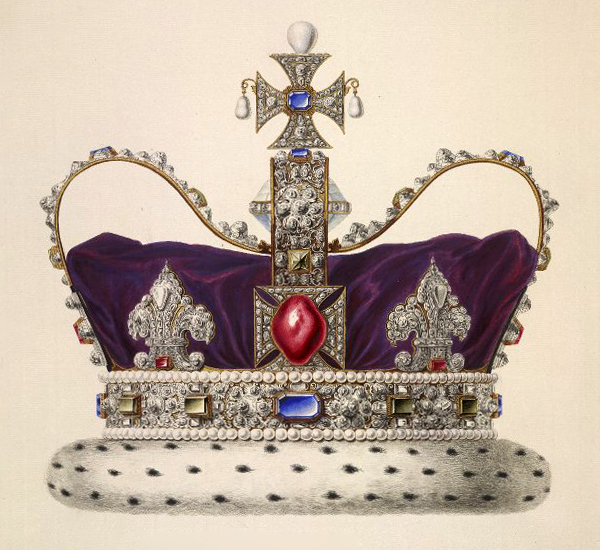
Aquarela da coroa em sua forma original por Bernard Lens III, 1731.

A coroa é retratada de forma vibrante em uma pintura em aquarela de Bernard Lens III, o pintor em miniatura da corte de Jorge II, datada de 1731. Esta data sugere que Lens fez um esboço da coroa antes de ser totalmente redefinida em 1727 para Jorge II, mas não terminou até algum tempo depois. A inscrição diz:
A coroa com a qual Jorge I, rei da Grã-Bretanha, foi coroado em 20 de outubro de 1714. A tampa é de veludo carmesim ou roxo; verga de arminho; círculo e arcos de ouro batido. Os ornamentos são de prata e cravejados de diamantes; as pedras maiores são safiras e esmeraldas e alguns pequenos rubis. As balas na cruz da frente foram dadas à coroa por Jaime II. A bola na qual está fixada a cruz superior é água-marinha, mas a parte inferior é verde esmaltado de ouro. É usado quando o rei vai ao parlamento, é renovado a cada coroação e guardado na Torre de Londres.
As "balas" mencionadas aqui são o Rubi do Príncipe Negro, um grande espinélio que na verdade estava na coroa do estado de Carlos II, e é mencionado pela primeira vez nos inventários Tudor como sendo colocado em uma coroa usada por Henrique VIII. A "água-marinha" data de 1685, quando substituiu o monde original na coroa do estado de Carlos II, e mais tarde descobriu-se que era pasta ou vidro colorido.

## Uso subsequente e destino
A coroa do estado de Jorge I foi posteriormente usada nas coroações de Jorge II, para quem os arcos foram puxados para cima, e Jorge III. Em 1821, por ser vista como "um negócio muito pobre", a coroa sofreu grandes alterações, incluindo a substituição do monde em forma de losango por um globo de diamantes. Embora a coroa estivesse presente na coroação de Jorge IV, ele foi coroado com uma nova coroa de coroação feita especialmente para ele. Guilherme IV foi o último monarca a usar a coroa. Para sua coroação em 1838, a Rainha Vitória mandou fazer uma nova Coroa Imperial de Estado, usando pedras preciosas da coroa do estado de Jorge I.
Esvaziada de suas joias e descartada pela família real, a coroa de 1714 foi emprestada ao Museu de Londres pela família Amherst de 1933 a 1985. Foi comprada por Asprey em 1987 e posteriormente adquirida por Jefri Bolkiah, Príncipe de Brunei, que apresentou para o Reino Unido. Ele havia sido avaliado em £ 576.000 em 1995 para fins de um pedido de exportação da coroa para os Estados Unidos. O pedido foi retirado durante uma análise do Comitê de Revisão da Exportação de Obras de Arte. Faz parte da Royal Collection e está em exibição pública na Martin Tower na Torre de Londres desde 1996.